# 612
612 (DCXII) var ett skottår som började en lördag i den julianska kalendern.

## Händelser

### Okänt datum
- Sisebut blir kung över visigoterna efter Gundemar.
- Theoderik II blir kung av Austrasien.
- Den heliga svampen transporteras från Palestina till Konstantinopel.

## Födda
- 3 maj – Konstantin III, bysantinsk kejsare

## Avlidna
- Theodebert II, frankisk kung av Austrasien sedan 596
- Fabia Eudokia, bysantinsk kejsarinna.